# كريستيان برودر
كريستيان برودر (بالألمانية: Christian Bruder)‏ هو متزحلق نوردي مزدوج ألماني، ولد في 30 أبريل 1982.

## وصلات خارجية
- كريستيان برودر على موقع الاتحاد الدولي للتزلج (القفز التزلجي) (الإنجليزية)
- كريستيان برودر على موقع الاتحاد الدولي للتزلج (التزلج النوردي المزدوج) (الإنجليزية)